# U.S. Men's Clay Court Championships 2004
L'U.S. Men's Clay Court Championships 2004 è stato un torneo di tennis giocato sulla terra rossa. È stata la 94ª edizione del U.S. Men's Clay Court Championships, che fa parte della categoria International Series nell'ambito dell'ATP Tour 2004. Si è giocato al Westside Tennis Club di Houston in Texas negli Stati Uniti dal 12 al 19 aprile 2004.

## Campioni

### Singolare
Tommy Haas ha battuto in finale  Andy Roddick con il punteggio di 6–3, 6–4.

### Doppio
James Blake /  Mardy Fish hanno battuto in finale  Rick Leach /  Brian MacPhie con il punteggio di 6–3, 6–4.